# Neochori
Neochori (Grieks: Νεοχώρι) is een dorp en een gemeenschap op het schiereiland Pilion, Magnesia, Thessalië, Griekenland. Het was de zetel van de voormalige gemeente Afetes. Het dorp ligt verscholen in de omhelzing van een groot dennenbos op 480 meter boven zeeniveau en ongeveer 35 km ten zuidoosten van de stad Volos. De gemeenschap Neochori bestaat uit de dorpen Neochori, Agios Dimitrios, Afyssos, Zervochia, Megali Vrysi en Plaka. De gemeenschap strekt zich uit van de Egeïsche Zeekust van het schiereiland Pilion tot de Pagasetische Golf. Agios Dimitrios en Plaka liggen aan de Egeïsche kust en het toeristencentrum Afyssos ligt aan de Pagasetische kust.
In het centrum van Neochori ligt een dorpsplein, versierd met de eeuwenoude platanen en een overdekte fontein uit 1807. Er zijn twee taverna's en ook een kleine kafenion. De Agios Dimitrios-kerk onder het plein werd gebouwd in 1768 en is echt opmerkelijk. Uiterlijk ziet de kerk er vrij eenvoudig uit, maar de binnenkant maakt indruk met zijn houten uitgesneden iconenscherm en de muurschilderingen van de Epirote- schilder Pagonis .
Neochori staat bekend om de leisteen van zijn steengroeven. Verder zijn honing, appels en olijven typische producten van Neochori en omgeving.

## Geschiedenis
Neochori is, zoals de naam al zegt, een "nieuw" dorp (neo chori = nieuwe plaats). Vroeger was de regio volledig beslecht van de Egeïsche kant tot aan de Pagasetische golf. Neochori werd echter in de middeleeuwen gebouwd door inwoners van de omliggende nederzettingen, maar ook door kolonisten uit de Egeïsche kant en uit het noorden van Griekenland.
De geschiedenis van de regio rond Neochori is erg lang. Het begon in de oudheid, de mythen van het koninkrijk Lai en berichten over Minoïsche nederzettingen, evenals kolonisten in Agios Dimitrios en Kaap Klossou, die op veel oude kaarten wordt genoemd als "Knossou". De historici Strabo en Herodotus schreven rapporten over Afetai .

## Inwoners
| Jaar | Inwoners |
| ---- | -------- |
| 1991 | 341      |
| 2001 | 386      |
| 2011 | 356      |